# Dysidea dakini
Dysidea dakini är en svampdjursart som först beskrevs av Arthur Dendy och Frederick 1924.  Dysidea dakini ingår i släktet Dysidea och familjen Dysideidae. Inga underarter finns listade i Catalogue of Life.